# サンタマリアの祈り
「サンタマリアの祈り」（サンタマリアのいのり）は、西城秀樹の35枚目のシングル。1980年10月5日にRCAから発売された。

## 解説
なかにし礼の作詞による初めての作品である。
『夜のヒットスタジオ』（フジテレビ系）では、ポール・モーリア・グランド・オーケストラの演奏をバックに歌唱した。
オリコンでは最高位13位（100位内12週）、11.1万枚のセールスとなった。

## 収録曲
（全作曲：川口真）
1. サンタマリアの祈り
作詞：なかにし礼／編曲：服部克久
2. 永遠にマイラブ
作詞：たかたかし／編曲：船山基紀

## この頃のできごと
- 1980年11月3日 - 第7回となる日本武道館でのリサイタルを開催した。
- 1980年11月23日 - 東芝日曜劇場『遠くはなれて子守唄』（「日本民間放送連盟賞」受賞作品）に出演する。